# 烏日霍羅德車站
乌日霍罗德（romanized: Uzhhorod）是位於烏克蘭外喀爾巴阡州首府乌日霍罗德的主要鐵路車站。

## 歷史
乌日霍罗德的首座車站於1872年8月28日奧匈帝國時期，作為乌日霍罗德-喬普鐵路的一部分開放。這條線路連接乌日霍罗德與維也納和布達佩斯。1970年代後期，蘇聯政府決定建造一座新的車站大樓，但該工程一直未完工。2002年，烏克蘭政府決定新建一座現代化的大型火車站。工程於2003年開始。2004年10月，烏克蘭總理維克多·亞努科維奇和乌日霍罗德市長維克多·波霍列洛夫向公眾開放了新車站大樓。

## 外部連結
- 维基共享资源上的相關多媒體資源：烏日霍羅德車站